# Andrej Kudzin
Andrej Uładzimirawicz Kudzin (biał. Андрэй Уладзіміравіч Кудзін, ros. Андрей Владимирович Кудин - Andriej Władimirowicz Kudin; ur. 21 lipca 1970 w Mińsku) – białoruski hokeista. Trener hokejowy.
Jego syn Jahor (ur. 1995) także został hokeistą.

## Kariera zawodnicza
- / Junost' Mińsk
- / Chimik Nowopołock (1990-1996)
- STS Sanok (1996-1997)
- Cracovia (1997-1998)
- HK Witebsk (2001-2002)
- AL-Wahda (2005-2006)[4]
- HK Kieramin Mińsk (2006-2009)

Ukończył szkołę sportową Junost w Mińsku, gdzie uprawiał hokej na lodzie od 13 roku życia. Po sześciu latach przeszedł do Nowopołocka. W 1990 w barwach Chimika Nowopołock zdobył mistrzostwo białoruskiej SRR (wraz z nim w składzie drużyny byli wówczas m.in. Andrej Husau, Andrej Pryma). W tym klubie grał do 1996. Występował w lidze polskiej: w sezonie 1996/1997 w klubie z Sanoka, w sezonie 1997/1998 w drużynie Cracovii.

## Kariera trenerska
- HK Szachcior Soligorsk (2009-2017), trener bramkarzy
- Reprezentacja Białorusi do lat 20 (2012-2015), trener bramkarzy
- Dynama Mińsk (2017-2018), trener bramkarzy
- MHK Sankt Petersburg (2019-2020), trener bramkarzy
- Dinamo Ryga (2020-2021), trener bramkarzy
- Mietałłurg Nowokuźnieck (2021-2022), trener bramkarzy
- Saryarka Karaganda (2022-), trener bramkarzy

Po pierwotnym zakończeniu kariery zawodniczej od 2009 został trenerem bramkarzy w klubie HK Szachcior Soligorsk. Ponadto mianowano go trenerem bramkarzy w reprezentacji Białorusi do lat 20, w tym podczas mistrzostw świata juniorów do lat 20 w 2013, 2014, 2015. Od 2017 do listopada 2018 był trenerem bramkarzy w Dynamie Mińsk. W sezonie MHL (2019/2020) pełnił tę funkcję w juniorskiej drużynie MHK Sankt Petersburg. Latem 2020 wszedł do sztabu trenerskiego Dinama Ryga. W maju 2020 został ogłoszony trenerem bramkarzy w Mietałłurgu Nowokuźnieck. Po zakończeniu sezonu 2021/2022 odszedł z klubu. W lipcu 2022 wszedł do sztabu kazachskiego klubu Saryarka Karaganda.

## Sukcesy
Klubowe
- Złoty medal Białoruskiej SRR: 1990 z Chimikiem Nowopołock
- Brązowy medal mistrzostw Białorusi: 1993, 1994 z Polimirem Nowopołock
- Srebrny medal mistrzostw Białorusi: 1995 z Polimirem Nowopołock, 2007 z Kieraminem Mińsk
- Złoty medal mistrzostw Białorusi: 1996 z Polimirem Nowopołock, 2008 z Kieraminem Mińsk
- Puchar Białorusi: 2008 z Kieraminem Mińsk

Indywidualne
- Najlepszy bramkarz Wschodnioeuropejskiej Ligi Hokejowej w sezonie 2001/2002